# Sičnik
Síčnik je soglasnik, in sicer nezvočnik, tvorjen na sprednjem nebu s priporo (pripornik) ali z zaporo, ki preide v priporo (zlitnik). Tvorijo se z robom razprte jezične konice ob zadnji strani sekalcev. S in z se tvorita s priporo (pripornika), pri c pa s kratko zaporo in počasnim odpravljanjem le-te (zlitnik). Značilen šum je v primerjavi s šumevci višji; so razpršeni in svetli.
Če sičniku sledi šumevec ali nekdanji mehki l ali n, se sičnik prilikuje (lisa – lišček; zvezek – zvešček; voziti – vožnja; misliti – mišljen).

## Slovenski sičniki
| Po mestu tvorbe  | Zobni     | Zobni   |
| Po načinu tvorbe | Nezveneči | Zveneči |
| Pripornika       | s         | z       |
| Zlitnik          | c         |         |